# KCNA
A KCNA (102.7 FM, "102.7 The Drive") é uma estação de rádio americana comercial de música clássica localizada na cidade de Cave Junction, no Estado de Oregon. A emissora é sintonizada na FM 102.7 MHz e cobre a área de Medford-Ashland, também no Oregon, sem nenhuma afiliação com alguma rede. Atualmente a estação é de propriedade da Opus Broadcasting Systems.

## Tradutores
Transmissões KCNA sobre os seguintes tradutores:
- K252CP 98.3 (23 watts) Classe D (Roseburg, Oregon)
- K255AJ 98.9 (10 watts) Classe D (Myrtle Creek, Oregon)
- KCNA-FM1 102.7 (4.100 watts) Classe D (Jacksonville, Oregon)